# 733. grenadirski polk (Wehrmacht)
733. grenadirski polk (izvirno nemško 733. Grenadier-Regiment; kratica 733. GR) je bil pehotni polk Heera v času druge svetovne vojne.

## Zgodovina
Polk je bil ustanovljen 25. februarja 1944 za potrebe Trdnjavske divizije Kreta.